# Bechdeltest
De bechdeltest is een informele test voor films die gebruikt kan worden om fictie te testen op seksisme. Een film slaagt voor de test als er minstens twee vrouwelijke personages in voorkomen met een naam, die met elkaar spreken over een ander onderwerp dan een man of het onderwerp 'mannen'. 

## Geschiedenis
Virginia Woolf deed in haar essay A Room of One's Own uit 1929 de observatie dat vrouwelijke personages in fictie vaak gedefinieerd worden door hun relatie met de mannelijke personages. In 1985 schreef Alison Bechdel een stripje getiteld The Rule in de serie Dykes to Watch Out For waarin een stripfiguur vertelt dat ze alleen films kijkt waarin minstens twee vrouwen voorkomen, die met elkaar praten, over iets anders dan een man. De bechdeltest werd genoemd naar de bedenkster van deze strip. In de jaren 2010 werd de test bekender en kwamen er varianten, zo vinden sommigen dat beide vrouwen bovendien met naam genoemde personages moeten zijn.

## Verwante begrippen
- De 'finkbeinertest' is een checklist met onderwerpen die besproken worden met vrouwelijke wetenschappers, die niet direct gelinkt zijn aan hun werk en niet gevraagd zouden worden aan mannelijke wetenschappers. Vragen over hun uiterlijk of hoe zij hun carrière combineren met het hebben van kinderen.[2]
- Het 'smurfinprincipe', vernoemd naar het tekenfilmfiguur Smurfin, is het principe dat een groep personages meestal bestaat uit een aantal mannen en slechts één vrouw. De mannen vertegenwoordigen dan verschillende karakters terwijl de vrouw gewoon 'de vrouw' is.[3][4]